# Mumuye (peuple)
Pour les articles homonymes, voir Mumuye.
Les Mumuye sont une population d’Afrique de l'Ouest, surtout présente au nord-est du  Nigeria, au sud de la rivière Bénoué, à proximité de la frontière avec le Cameroun où vivent également quelques milliers d'entre eux.

## Ethnonymie
Selon les sources et le contexte, on observe plusieurs formes : Fungun, Gomba, Gori, Hill Mumuye, Mumoye, Mumuya, Mumuyes, Zagum.

## Langue
Ils parlent le mumuye, une langue nigéro-congolaise qui comprend une quinzaine de dialectes.

## Histoire
Protégée par une chaîne montagneuse et dépourvue de ressources naturelles pouvant fortement intéresser les Européens, la vallée de la Bénoué a été peu touchée par la colonisation. Le premier contact date de 1892, mais les Mumuye restent assez isolés jusqu’au moment où le territoire tombe sous domination britannique.

## Population
Les Mumuye seraient 625 000 au total, dont 615 000 au Nigeria et 9 800 au Cameroun.
Ce sont des agriculteurs sédentaires, pour la plupart animistes. La société Mumuye est patriarcale et polygame.

## Culture
Longtemps la statuaire Mumuye n'est vraiment identifiée ; elle est même parfois attribuée à ses voisins Chambas. En 1970 Philip Fry consacre le premier essai à ce sujet. Les fonctions – multiples – des statues restent à préciser avec certitude : guérison, invocation...
Le style géométrique et longiligne des statues anthropomorphes janari est tout à fait caractéristique. Les figures mâles se distinguent par leurs petites oreilles, et par leur sexe. Ces figures « parlantes » servent à révéler l'identité des voleurs, à l'être humain qui avait fonction d'oracle. Chaque main possède six doigts ce qui rapproche ces figures du monde des oiseaux[Comment ?]. La mobilité du corps, à l'intérieur des contraintes imposées par la taille de la sculpture depuis un tronc d'arbre, se manifeste éventuellement par la double inclinaison de la tête par rapport à l'axe frontal du corps et le mouvement des bras, allant dans le sens inverse de la tête. Par ailleurs, le corps de la sculpture est souvent couvert de motifs en zigzag qui pourraient être rapprochés des éclairs figurés sur les bâtons des faiseurs de pluie. Les forgerons, les faiseurs de pluie et autres personnalités importantes possédaient un couple de telles figures parlantes, dressées côte à côte.
Outre les statues, les Mumuye ont réalisé également des masques, moins répandus, souvent zoomorphes – masque-heaume, masque-casque – ainsi que des masques d'épaule.

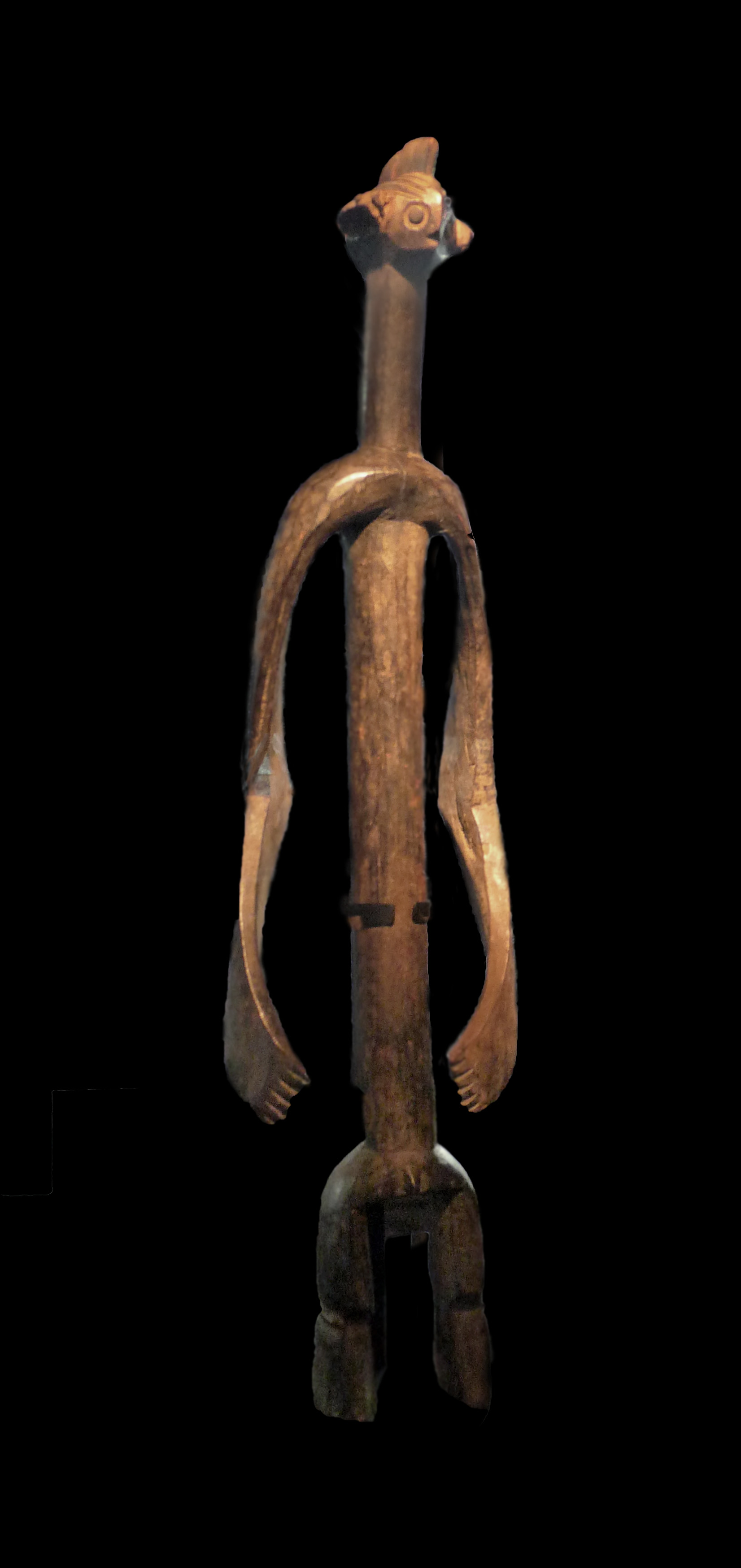
Statue janari mâle[7].
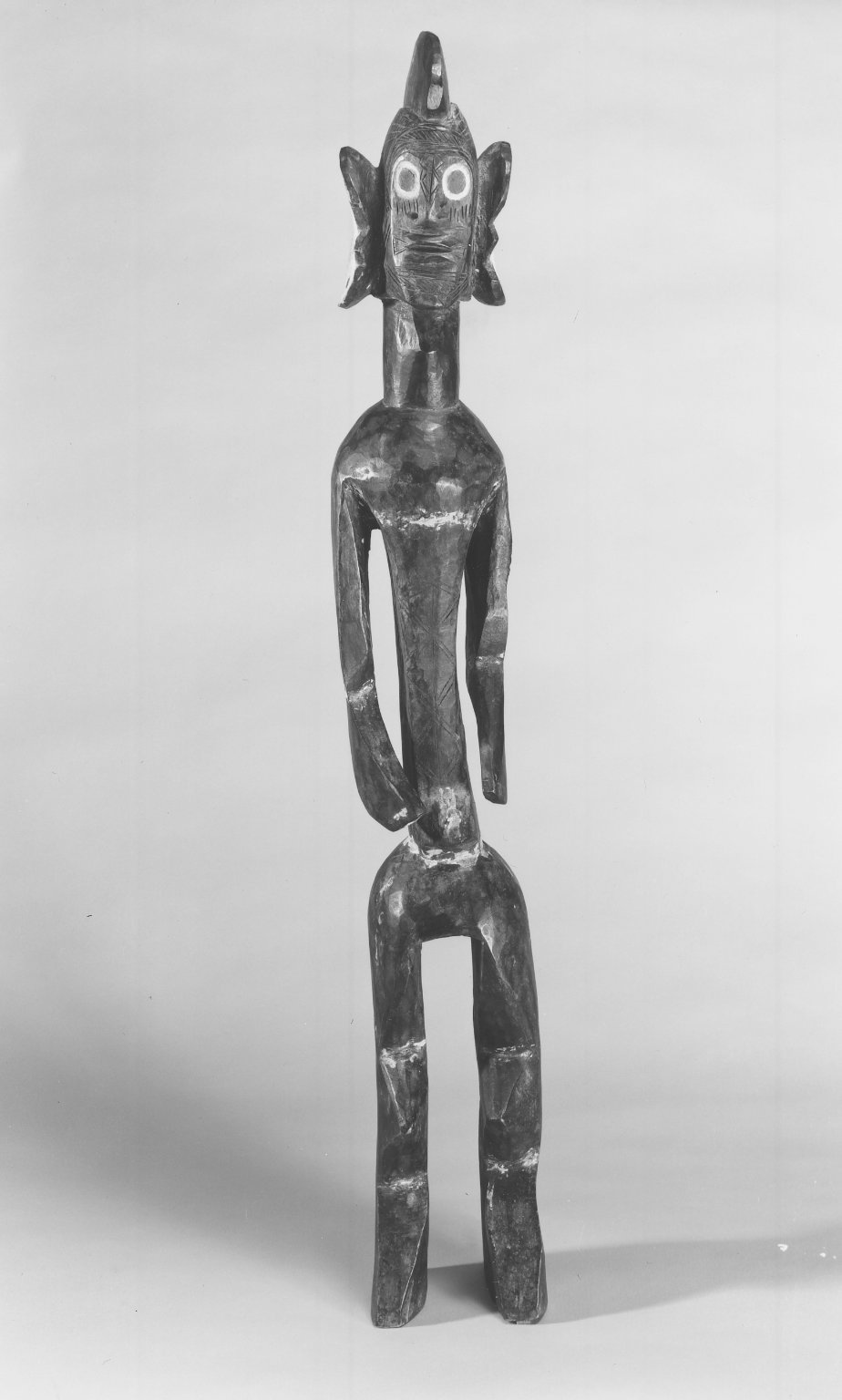
Statue
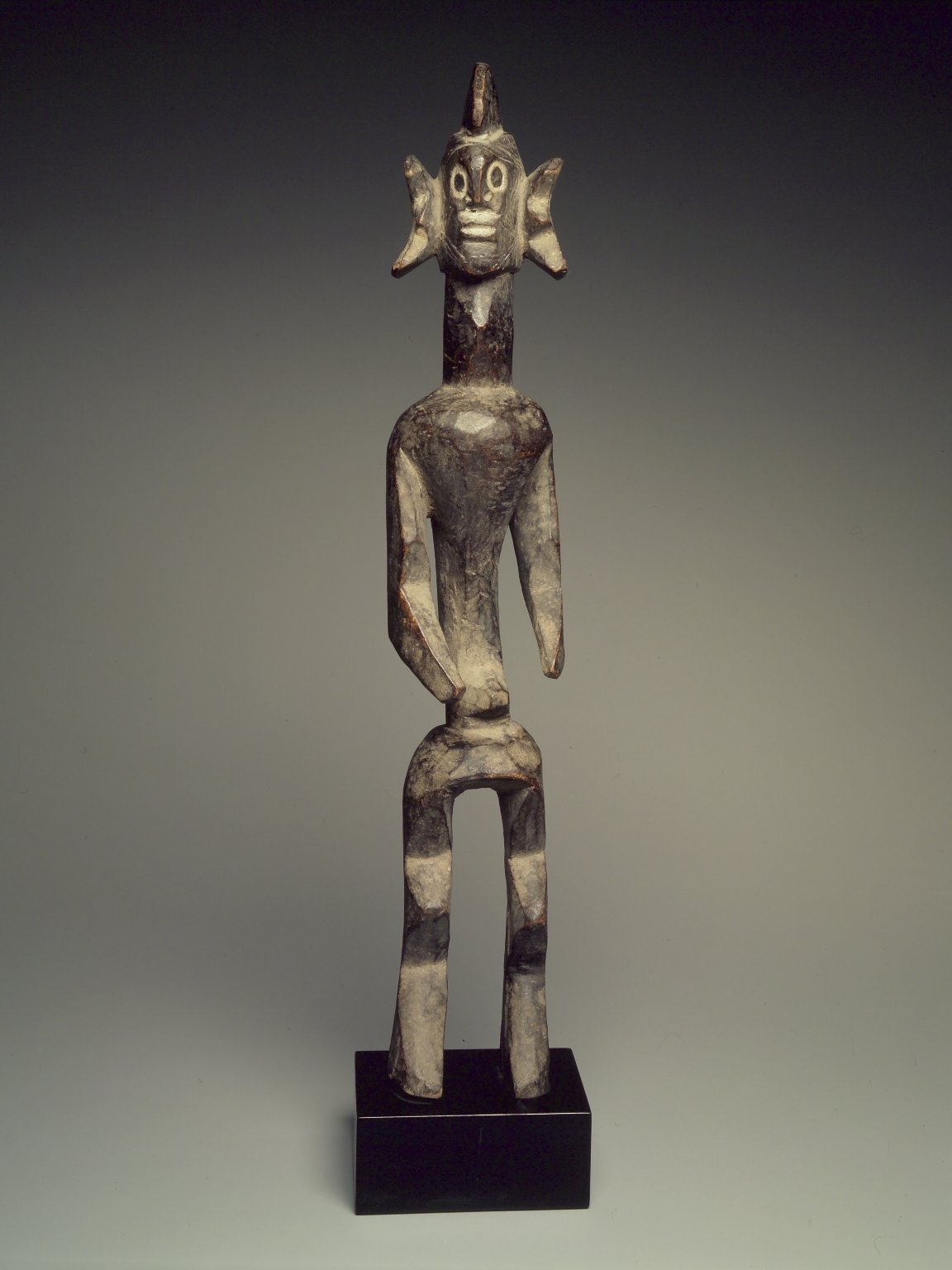
Statue lagalagana
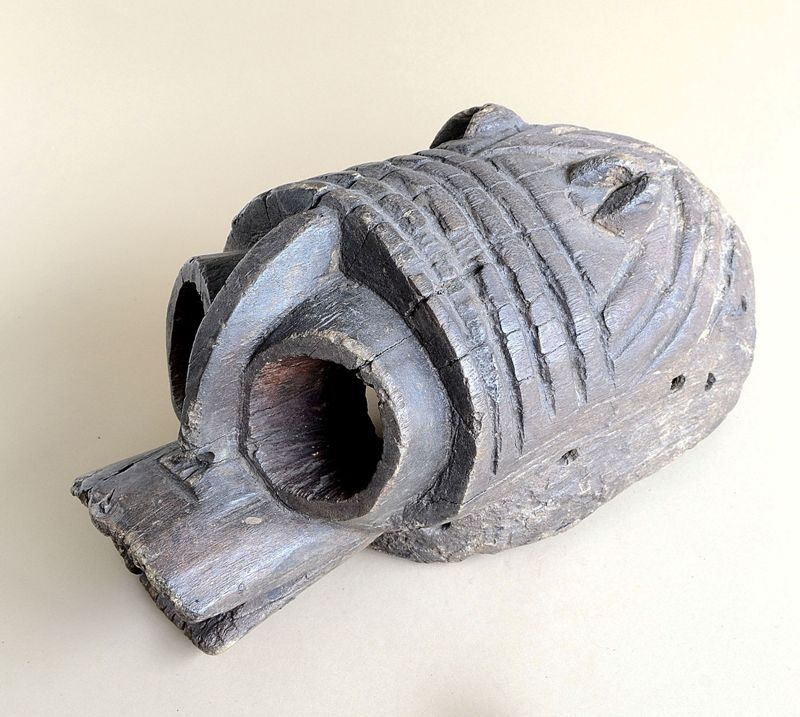
Masque zoomorphe cylindrique
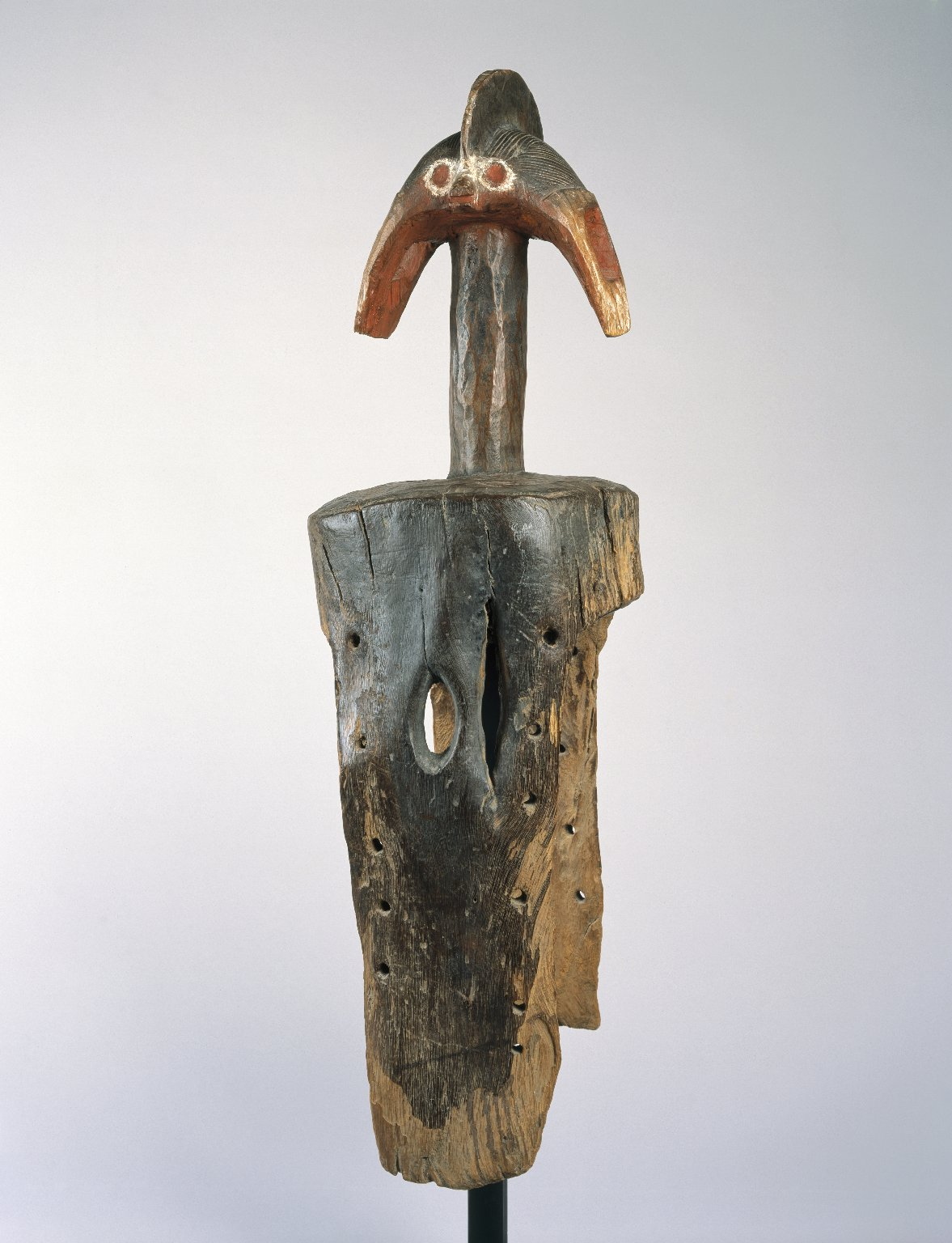
Masque en bois et pigments